# Crustoderma marianum
Crustoderma marianum är en svampart som beskrevs av Nakasone 1984. Crustoderma marianum ingår i släktet Crustoderma och familjen Meruliaceae.   Inga underarter finns listade i Catalogue of Life.